# Djamel Mesbah
Djamel Mesbah (en arabe : جمال مصباح), né le 9 octobre 1984 à Zighoud Youcef (wilaya de Constantine) en Algérie, est un footballeur international algérien, évoluant au poste de latéral gauche ou parfois d'ailier gauche.

## Biographie

### Ses débuts
Djamel Mesbah est formé à l'US Annecy-le-Vieux, en Haute-Savoie, avant de partir en Suisse pour finir sa formation chez les jeunes du Servette FC en 2001.
Après le dépôt de bilan du club genevois, il rejoint le FC Bâle où il n'a pas beaucoup de temps de jeu. Il est ensuite prêté au FC Lorient de janvier à juin 2006, mais le club breton ne donne finalement pas suite à son contrat de prêt à cause d'une blessure.
À l'été 2006, il retourne en Suisse et s'engage avec le FC Aarau.
Alors qu'il signe en 2008 à Lucerne, il est prêté quelques semaines plus tard en Serie B à l'US Avellino.
En 2009, à la fin de son prêt, il décide de rester en Italie et s'engage avec le club de Lecce. Lors de la saison 2010-2011, Djamel Mesbah est un titulaire indiscutable le plus souvent en tant qu'ailier gauche à l'US Lecce où il inscrit six buts en trois ans.

### AC Milan

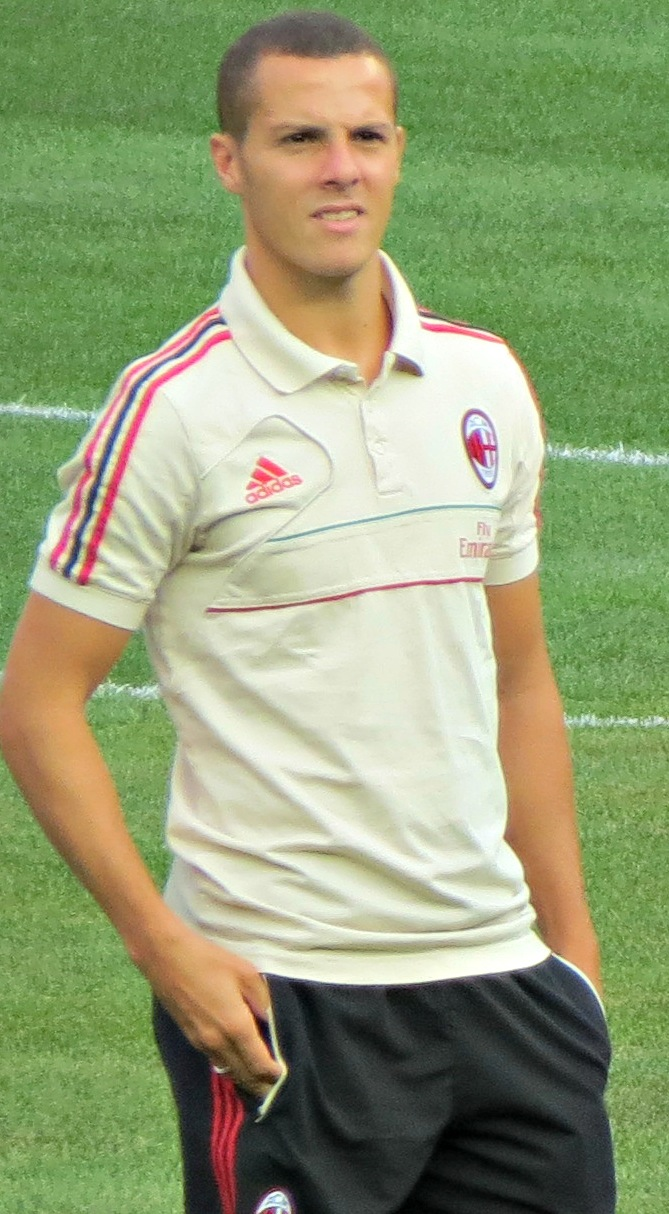
Mesbah au Milan AC en 2012.

Le 18 janvier 2012, il signe au Milan AC un contrat de quatre ans et demi et hérite du maillot numéro 15. Il dispute son premier match le 26 janvier 2012 contre la Lazio en quart de finale de la Coupe d'Italie,.
Djamel Mesbah participe au premier match de Ligue des champions de sa carrière, en prenant part au huitième de finale retour du club lombard face à Arsenal. Mesbah provoque un penalty et Milan perd lourdement 3-0 à l'Emirates Stadium mais se qualifie pour les quarts, à la faveur de sa victoire aller 4-0.

Djamel Mesbah inscrit son premier but avec Milan en demi-finale retour de la Coupe d'Italie, face à la Juventus.

### Parme FC
Lors du mercato d'hiver 2013, il s'engage au Parme FC en échange de Cristian Zaccardo. En janvier 2014, il est prêté à l'AS Livourne.

### FC Crotone
Le 1er septembre 2016, il signe au FC Crotone.

### FC Lausanne-Sport (2017-2018)
Le 11 juillet 2017, Djamel s'engage avec le club suisse du FC Lausanne-Sport, en Super League.
Il joue son premier match avec le LS le 6 août 2017 face au BSC Young Boys, après avoir remplacé Nicolas Gétaz à la 77e minute de jeu (défaite 3-0 au Stade de Suisse).
Le 23 octobre 2017, Mesbah résilie son contrat avec les bleus et blancs, après avoir disputé seulement quatre matchs en championnat et un en coupe avec le club lausannois, et est alors libre de tout contrat.

### Équipe nationale
Djamel Mesbah fait partie des 25 joueurs sélectionnés par Rabah Saâdane pour participer à un stage en Suisse, à Crans Montana, du 13 au 27 mai 2010.
Il fait ensuite partie de la liste des 23 sélectionnés pour représenter l'Algérie à la coupe du monde en Afrique du Sud en 2010 mais ne joue que deux minutes contre l'Angleterre.
En 2014, il est sélectionné pour la Coupe du monde de football au Brésil, ou il joue comme titulaire au poste d'arrière gauche lors du deuxième et troisième match des poules contre respectivement la Corée du Sud (victoire 4 à 2 pour l'Algérie) et la Russie (1-1). Il réussit la première qualification historique de l'Algérie au deuxième tour de la Coupe du monde.
Le 11 octobre 2014, Mesbah réussit à marquer son tout premier but avec l'équipe nationale d'Algérie, en match qualificatif pour la CAN 2015 face au Malawi après être rentré comme remplaçant.

## Carrière d'entraîneur
En janvier 2019, Djamel Mesbah est nommé entraîneur des moins de 19 ans de Thonon-Evian, club français évoluant en Régional 2 (7e division). En juillet 2019, il est recruté par le club émirati Fujaïrah SC en tant qu'entraîneur-adjoint. En août 2021, il intègre le staff de l'équipe A' d'Algérie.

## Statistiques
| Saison                | Club                  | Championnat           | Championnat | Championnat | Coupe(s) nationale(s) | Coupe(s) nationale(s) | Compétition(s) continentale(s) | Compétition(s) continentale(s) | Compétition(s) continentale(s) | Total | Total |
| Saison                | Club                  | Division              | M.          | B.          | M.                    | B.                    | Comp.                          | M.                             | B.                             | M.    | B.    |
| 2003-2004             | Servette FC           | 1                     | 11          | 3           | 0                     | 0                     | -                              | -                              | -                              | 11    | 3     |
| 2004-2005             | FC Bâle               | 1                     | 9           | 1           | 0                     | 0                     | C3                             | 1                              | 0                              | 10    | 1     |
| 2005-2006             | FC Bâle               | 1                     | 2           | 0           | 1                     | 0                     | -                              | -                              | -                              | 3     | 0     |
| 2005-2006             | FC Lorient (prêt)     | 2                     | 0           | 0           | 0                     | 0                     | -                              | -                              | -                              | 0     | 0     |
| 2006-2007             | FC Aarau              | 1                     | 32+2        | 1+3         | 4                     | 1                     | -                              | -                              | -                              | 38    | 5     |
| 2007-2008             | FC Aarau              | 1                     | 31          | 0           | 2                     | 0                     | -                              | -                              | -                              | 33    | 0     |
| 2008-2009             | FC Lucerne            | 1                     | 6           | 0           | 0                     | 0                     | -                              | -                              | -                              | 6     | 0     |
| 2008-2009             | US Avellino (prêt)    | 2                     | 27          | 2           | -                     | -                     | -                              | -                              | -                              | 27    | 2     |
| 2009-2010             | US Lecce              | 2                     | 36          | 3           | 2                     | 0                     | -                              | -                              | -                              | 38    | 3     |
| 2010-2011             | US Lecce              | 1                     | 34          | 2           | 0                     | 0                     | -                              | -                              | -                              | 34    | 2     |
| 2011-2012             | US Lecce              | 1                     | 12          | 1           | 1                     | 0                     | -                              | -                              | -                              | 13    | 1     |
| 2011-2012             | AC Milan              | 1                     | 8           | 0           | 2                     | 1                     | C1                             | 2                              | 0                              | 12    | 1     |
| 2012-2013             | AC Milan              | 1                     | 1           | 0           | 0                     | 0                     | C1                             | 1                              | 0                              | 2     | 0     |
| 2012-2013             | Parme FC              | 1                     | 7           | 0           | 0                     | 0                     | -                              | -                              | -                              | 7     | 0     |
| 2013-2014             | Parme FC              | 1                     | 3           | 1           | 1                     | 0                     | -                              | -                              | -                              | 4     | 1     |
| 2013-2014             | AS Livourne (prêt)    | 1                     | 14          | 1           | 0                     | 0                     | -                              | -                              | -                              | 14    | 1     |
| 2014-2015             | UC Sampdoria          | 1                     | 16          | 0           | 0                     | 0                     | -                              | -                              | -                              | 16    | 0     |
| 2015-2016             | UC Sampdoria          | 1                     | 7           | 0           | 1                     | 0                     | -                              | -                              | -                              | 8     | 0     |
| 2016-2017             | FC Crotone            | 1                     | 10          | 0           | 0                     | 0                     | -                              | -                              | -                              | 10    | 0     |
| 2017-2018             | FC Lausanne-Sport     | 1                     | 4           | 0           | 1                     | 0                     | -                              | -                              | -                              | 5     | 0     |
| Total sur la carrière | Total sur la carrière | Total sur la carrière | 272         | 18          | 15                    | 2                     | -                              | 4                              | 0                              | 291   | 20    |

## En sélection nationale
| Saison                | Sélection             | Phases finales               | Phases finales | Phases finales | Phases finales | Éliminatoires CDM | Éliminatoires CDM | Éliminatoires CDM | Éliminatoires CAN | Éliminatoires CAN | Éliminatoires CAN | Matchs amicaux | Matchs amicaux | Matchs amicaux | Total | Total | Total |
| Saison                | Sélection             | Compétition                  | M              | B              | Pd             | M                 | B                 | Pd                | M                 | B                 | Pd                | M              | B              | Pd             | M     | B     | Pd    |
| --------------------- | --------------------- | ---------------------------- | -------------- | -------------- | -------------- | ----------------- | ----------------- | ----------------- | ----------------- | ----------------- | ----------------- | -------------- | -------------- | -------------- | ----- | ----- | ----- |
| 2009-2010             | Algérie               | CAN 2010+Coupe du monde 2010 | 0+1            | 0+0            | 0+0            | -                 | -                 | -                 | -                 | -                 | -                 | 1              | 0              | 0              | 2     | 0     | 0     |
| 2010-2011             | Algérie               | -                            | -              | -              | -              | -                 | -                 | -                 | 3                 | 0                 | 0                 | 2              | 0              | 0              | 5     | 0     | 0     |
| 2011-2012             | Algérie               | -                            | -              | -              | -              | 2                 | 0                 | 0                 | 4                 | 0                 | 0                 | 1              | 0              | 0              | 7     | 0     | 0     |
| 2012-2013             | Algérie               | CAN 2013                     | 3              | 0              | 0              | 2                 | 0                 | 0                 | 1                 | 0                 | 0                 | 2              | 0              | 0              | 8     | 0     | 0     |
| 2013-2014             | Algérie               | Coupe du monde 2014          | 2              | 0              | 0              | 2                 | 0                 | 0                 | -                 | -                 | -                 | 2              | 0              | 0              | 6     | 0     | 0     |
| 2014-2015             | Algérie               | CAN 2015                     | 0              | 0              | 0              | -                 | -                 | -                 | 5                 | 1                 | 0                 | 1              | 0              | 0              | 6     | 1     | 0     |
| 2015-2016             | Algérie               | -                            | -              | -              | -              | -                 | -                 | -                 | -                 | -                 | -                 | -              | -              | -              | 0     | 0     | 0     |
| 2016-2017             | Algérie               | CAN 2017                     | 0              | 0              | 0              | -                 | -                 | -                 | -                 | -                 | -                 | 1              | 0              | 0              | 1     | 0     | 0     |
| Total sur la carrière | Total sur la carrière | Total sur la carrière        | 6              | 0              | 0              | 6                 | 0                 | 0                 | 13                | 1                 | 0                 | 10             | 0              | 0              | 35    | 1     | 0     |

### Matches internationaux
La liste ci-dessous dénombre toutes les rencontres de l'Équipe d'Algérie de football auxquelles Djamel Mesbah prend part, du 28 mai 2010 jusqu'au 7 janvier 2017.

## Palmarès
FC Bâle
- Championnat de Suisse (1) :
  - Champion : 2005.
  - Vice-champion : 2006.

 US Lecce
- Championnat d'Italie D2 (1) :
  - Champion : 2010.

 AC Milan
- Championnat d'Italie :
  - Vice-champion : 2012.

### En tant qu'entraîneur-adjoint
Algérie
- Coupe arabe des nations (1) :
  - Vainqueur : 2021.